# Камалау
Камалау (порт. Camalaú) — муниципалитет в Бразилии, входит в штат Параиба. Составная часть мезорегиона Борборема. Входит в экономико-статистический микрорегион Карири-Осидентал. Население составляет 5492 человека на 2006 год. Занимает площадь 603,060 км². Плотность населения — 9,1 чел./км².

## История
Город основан 21 июня 1985 года.

## Статистика
- Валовой внутренний продукт на 2003 год составляет 13 189 437,00 реалов (данные: Бразильский институт географии и статистики).
- Валовой внутренний продукт на душу населения на 2003 год составляет 2396,77 реала (данные: Бразильский институт географии и статистики).
- Индекс развития человеческого потенциала на 2000 год составляет 0,581 (данные: Программа развития ООН).